# کهوتیان
کهوتیان (به انگلیسی: Khotian) یک روستا در پاکستان است که در ناحیه چکوال واقع شده‌است.